# بعقوبة

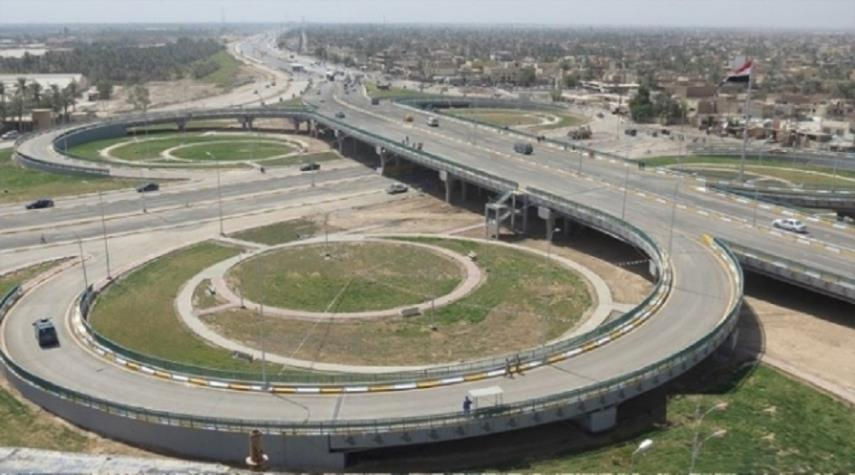
مجسر المفرق

بعقوبة وهي مدينة عراقية ومركز محافظة ديالى في العراق، وتبعد نحو 50 كم (31 ميل) إلى الشمال الشرقي من العاصمة بغداد، وتقع على نهر ديالى، ويقدر عدد سكانها بـ 268,866 نسمة حسب تعداد 2014م.

## تاريخها الإسلامي
كانت من معاقل الساسانيين الفرس، فتحت إثر معركة كبيرة بين المسلمين بقيادة قائد جيش المسلمين هاشم بن عتبة فاتح ديالى وقائد جيش الساسانيين يزدجرد في 3 ديسمبر 637م.
اعتبرت بعقوبة كمحطة على الطريق بين بغداد وخراسان خلال الخلافة العباسية أو كما كان يسمى ب طريق الحرير في القرون الوسطى، وكان من المعروف لكثرة بساتين النخيل والفاكهة فيها، والتي تروى من قناة النهروان، وهي تقع على الطريق البرية وخط السكك الحديدية الرئيسي بين بغداد وإيران، ومن أشهر معالمها التاريخية جامع الشابندر الذي يعتبر من المشاهد التراثية والأثرية في مركز المدينة والذي تم بناؤه عام 1300هـ/1882م، وتبلغ مساحته ألفي متر مربع ولقد أزيل قسم منه لأجل توسعة الطريق العام.

## التسمية
تسمية بعقوبة جائت من تسمية آرامية وتعني «بيت يعقوب». واستخدمت المدينة بمثابة مخيم للآشوريين اللاجئين الذين فروا من الإبادة الجماعية الآشورية، وأنشئ مخيم للاجئين خارج المدينة، التي قد تستوعب ما بين 40,000 و 50,000 لاجئ.

## الجغرافيا
بعقوبة هي مدينة عراقية تقع شمال شرق بغداد ومركز محافظة ديالى. ويمر خلالها جدول (نهر صغير) يسمى سارية خريسان، وهو أحد فروع نهر ديالى، وترتفع حوالي 46م فوق مستوى سطح البحر، وتقع على بعد 60كم من شمال غربي بغداد. وعدد سكانها 268,866، ولقد كان يمر بها خط سكة حديد قطار بغداد -كركوك قبل إزالة هذا الخط في عقد الثمانينات من القرن العشرين.

## التاريخ
ويرجع تاريخ تأسيسها إلى ما قبل الفتح الإسلامي. وتشتهر في العراق باسم مدينة البرتقال لكثرة بساتين البرتقال حولها كما تنتشر فيها زراعة أنواع أخرى من الحمضيات بالإضافة لزراعة النخيل والعنب. وهذه المدينة أنجبت العديد من الرجال منهم علي بن أدريس البعقوبي والشريف البعقوبي ، و رشيد عالي الكيلاني و عبد الله أفندي بن عبد الرحمن أفندي بن أبراهيم أفندي السليماني بابان رئيس المحكمة الشرعية في بغداد والذي تقلد العديد من المناصب في عهد الخلافة العثمانية. وكما كان له العديد من المؤلفات. والنائب البرلماني البارز الشيخ علي اللطيف آل غصيبة شيخ عام عشائر العزة، ومن معالمها  قنطرة خليل باشا.
ويؤكد عبد الستار الكيلاني في مقالته المنشورة في مجلة المؤرخ أن رشيد عالي الكيلاني قد اتخذ من مدينة بعقوبة عاصمة له في أواخر أيام ثورته سنة 1941م، والتي ساندها أبناء محافظة ديالى وكانوا من المشاركين فيها ومن أبرزهم المهندس علي فليح التميمي والعقيد (اللواء) عبد الوهاب الشيخ علي وهذا القول تؤيده المصادر التاريخية وبالذات الرسائل الجامعية.

## الديموغرافيا
محافظة ديالى مختلطة يسكنها خليط من العرب المسلمين بالإضافة إلى عدد الكرد المسلمين.

## التعليم
يوجد في بعقوبة جامعة ديالى التي تأسست عام 1999 والتي لم تشهد أي اهتمام من الحكومات المتعاقبة رغم توفر المساحة والتصاميم وجزء من البنية التحتية ولا تزال معظم أبنيتها نصف منجزة ومتروكة وغير مستغلة لأسباب كثيرة أهمها غياب المتابعة والاهتمام وفي هذا العام قامت الجامعة بجهود كبيرة لإنجاز المشاريع المتوقفة وإحالتها لمقاولين محليين وتم إكمال معظم الأبنية.
كلية بلاد الرافدين الجامعة هي كلية اهلية تشمل اقسام عدة تصلل عددا الى ١١ قسماً تضم المجموعات الطبية بأغلبها
جامعة الامام الصادق ع

## شخصيات من بعقوبة
- الشريف البعقوبي
- علي بن إدريس البعقوبي
- رشيد عالي الكيلاني
- أبو عبد الله محمد البعقوبي
- علي بن حسين الكوتي
- يوسف عز الدين السامرائي
- قاسم السامرائي
- حميد مجول النعيمي
- معن خليل العمر
- عبد الستار هاشم سعيد الكيلاني
- إياد العزي
- شنيار عبد الله

## وصلات خارجية
ترجمة الامام علي بن ادريس البعقوبي - موقع موسوعة المعرفة .
ترجمة الامام الشريف البعقوبي - موقع موسوعة المعرفة .
ترجمة رشيد عالي الكيلاني - موقع موسوعة المعرفة .